# Mycosyringaceae
Mycosyringaceae är en familj av svampar. Mycosyringaceae ingår i ordningen Urocystidiales, klassen Ustilaginomycetes, divisionen basidiesvampar och riket svampar.
| Mycosyringaceae | \| \| Mycosyrinx \| \| \| \| |
|                 | \| \| Mycosyrinx \| \| \| \| |
|                 | Glomosporiaceae              |
|                 |                              |
|                 | Floromycetaceae              |
|                 |                              |
|                 | Doassansiopsidaceae          |
|                 |                              |
|                 | Urocystidaceae               |
|                 |                              |
|                 | Mycosyrinx                   |
|                 |                              |

|  | Mycosyrinx |
|  |            |